# Copa Ecuador 2025
La Copa Ecuador 2025, llamada oficialmente «Copa Ecuador Ecuabet DirecTV 2025» por motivos de patrocinio, es la 4.ª edición de esta competición de la Copa Ecuador. Inició el 30 de abril y finalizará el 26 de noviembre. El torneo es organizado por la Federación Ecuatoriana de Fútbol y participan clubes de Serie A, Serie B, Segunda Categoría y Fútbol Amateur.
El equipo campeón clasificará a la Copa Libertadores 2026 y disputará la Supercopa de Ecuador del mismo año, ante el campeón de la Serie A de Ecuador 2025.

## Sistema de competición
El torneo para esta edición mantuvo su formato en relación con la última edición celebrada en 2024, cuenta con 49 equipos participantes: los 16 de Serie A 2025, 10 de Serie B 2025, 21 equipos de Segunda Categoría 2024 (campeones de los campeonatos provinciales) y 2 equipos representantes del Fútbol Amateur 2024. En esta ocasión los dos equipos que descendieron de la Serie B 2024 y fueron reinstaurados para 2025 (Chacaritas y Vargas Torres) no fueron considerados para participar.
En la primera fase (2 equipos), el equipo de la Segunda Categoría que se ubicó en el último puesto de la tabla general de rendimiento de la temporada 2024, además del subcampeón del Fútbol Amateur 2024, son emparejados en una llave, jugando bajo el sistema de eliminación directa a partido único. El ganador avanza a la segunda fase clasificatoria.
En la segunda fase (32 equipos), los 10 equipos de la Serie B, los restantes 20 equipos de Segunda Categoría, el campeón del Fútbol Amateur y el ganador de la primera fase clasificatoria; serán emparejados mediante sorteo en 16 llaves, jugando bajo el sistema de eliminación directa a partido único. Los 16 ganadores de las llaves clasificarán a los dieciseisavos de final.
En los dieciseisavos de final (32 equipos), los 16 equipos de Serie A y los 16 equipos clasificados de la fase clasificatoria, serán emparejados por sorteo en 16 llaves. A partir de esta fase se jugarán octavos de final, cuartos de final, semifinales y final bajo el sistema de eliminación directa.
Localía del partido: La primera, segunda fase, los dieciseisavos de final, octavos, cuartos, y la final son a partido único, en el estadio de los equipos de menor categoría o en caso de que los dos equipos pertenezcan a la misma división se jugará en la sede del equipo mejor ubicado en la temporada 2024 o en el ranking de clubes Conmebol 2025 según corresponda. Para las semifinales que serán a partidos de ida y vuelta la localía en la revancha tendrá el mismo criterio usado en los partidos únicos. La final se disputará en una sede neutral definida por la organización en la previa del partido decisivo.
Clasificación a torneos Conmebol: El equipo que quede campeón clasificará como Ecuador 4 a la Copa Libertadores 2026. En caso de que el campeón estuviese clasificado a la Copa Libertadores como Ecuador 1, 2 o 3, el cupo de Ecuador 4 lo obtendrá el subcampeón o el equipo de mejor rendimiento en este torneo y que no estuviese clasificado a ningún torneo internacional.

### Formato
Los 49 equipos son divididos de la siguiente manera en las fases iniciales del torneo.
| Fase                   | N.° de participantes | Equipos que entran en esta fase                                                                    | Equipos que provienen de la fase anterior              |
| ---------------------- | -------------------- | -------------------------------------------------------------------------------------------------- | ------------------------------------------------------ |
| Primera fase           | 2 (1+1) → 1          | - 1 club de Segunda Categoría 2024 - 1 club del Fútbol Amateur 2024                                |                                                        |
| Segunda fase           | 32 (20+10+1+1) → 16  | - 20 clubes de Segunda Categoría 2024 - 10 clubes de Serie B 2025 - 1 club del Fútbol Amateur 2024 | - 1 club clasificado de la primera fase                |
| Dieciseisavos de final | 32 (16+16) → 16      | - 16 clubes de Serie A 2025                                                                        | - 16 clubes clasificados de la segunda fase            |
| Octavos de final       | 16 → 8               | | - 16 clubes clasificados de los dieciseisavos de final |
| Cuartos de final       | 8 → 4                | | - 8 clubes clasificados de los octavos de final        |
| Semifinales            | 4 → 2                | | - 4 clubes clasificados de los cuartos de final        |
| Final                  | 2 → 1                | | - 2 clubes clasificados de las semifinales             |

### Calendario
Las fases fueron programadas de la siguiente manera por la FEF.
| Fase                   | Sorteo              | Fecha                            |
| ---------------------- | ------------------- | -------------------------------- |
| Primera fase           | 16 de abril de 2025 | 30 de abril                      |
| Segunda fase           | 16 de abril de 2025 | 9 de mayo al 13 de junio         |
| Dieciseisavos de final | 13 de junio de 2025 | 10 de julio al 28 de agosto      |
| Octavos de final       | 13 de junio de 2025 | 17 de septiembre al 8 de octubre |
| Cuartos de final       | 13 de junio de 2025 | 15 al 22 de octubre              |
| Semifinales            | 13 de junio de 2025 | 5 al 12 de noviembre             |
| Final                  | 13 de junio de 2025 | 26 de noviembre                  |

## Equipos participantes
| Serie A 2025            | Serie A 2025               | Serie A 2025          | Serie A 2025          |
| ----------------------- | -------------------------- | --------------------- | --------------------- |
| Aucas                   | El Nacional                | Liga de Quito         | Orense                |
| Barcelona               | Emelec                     | Macará                | Técnico Universitario |
| Delfín                  | Independiente del Valle    | Manta                 | Universidad Católica  |
| Deportivo Cuenca        | Libertad                   | Mushuc Runa           | Vinotinto Ecuador     |
| Serie B 2025            |                            |                       |                       |
| 9 de Octubre            | Cumbayá                    | Imbabura              | San Antonio           |
| 22 de Julio             | Gualaceo                   | Independiente Juniors |                       |
| Atlético Vinotinto      | Guayaquil City             | Leones                |                       |
| Segunda Categoría 2024  |                            |                       |                       |
| Baños Ciudad de Fuego   | Huaquillas                 | Luz Valdivia          | Patria                |
| Cuenca Juniors          | La Cantera                 | Miguel Iturralde      | Río Aguarico          |
| Deportivo Coca          | La Troncal                 | Mineros               | San Camilo            |
| Deportivo Ibarra        | Liga de Macas              | Montúfar              |                       |
| Deportivo Santo Domingo | Liga de Portoviejo         | Olmedo                |                       |
| Ecuagenera              | Loja City                  | Panamericana          |                       |
| Fútbol Amateur 2024     |                            |                       |                       |
| Quito                   | Sembrando Buenos Campeones |                       |                       |

### Distribución geográfica de los equipos
| Provincia                                   | N.° Equipos |
| ------------------------------------------- | ----------- |
| Provincia de Pichincha                      | 11          |
| Provincia de Guayas                         | 4           |
| Provincia de Imbabura                       | 4           |
| Provincia de Manabí                         | 4           |
| Provincia de Tungurahua                     | 4           |
| Provincia de Azuay                          | 3           |
| Provincia de Cañar                          | 2           |
| Provincia de El Oro                         | 2           |
| Provincia de Loja                           | 2           |
| Provincia de Bolívar                        | 1           |
| Provincia de Carchi                         | 1           |
| Provincia de Chimborazo                     | 1           |
| Provincia de Cotopaxi                       | 1           |
| Provincia de Esmeraldas                     | 1           |
| Provincia de Los Ríos                       | 1           |
| Provincia de Morona Santiago                | 1           |
| Provincia de Orellana                       | 1           |
| Provincia de Pastaza                        | 1           |
| Provincia de Santa Elena                    | 1           |
| Provincia de Santo Domingo de los Tsáchilas | 1           |
| Provincia de Sucumbíos                      | 1           |
| Provincia de Zamora Chinchipe               | 1           |
| Provincia de Galápagos                      | 0           |
| Provincia de Napo                           | 0           |

## Fase clasificatoria

### Primera fase
Esta fase la disputaron el equipo de Segunda Categoría peor ubicado en la tabla general de rendimiento 2024 y un representante del Fútbol Amateur (subcampeón). Se enfrentaron el 30 de abril de 2025 y clasificó un equipo a la segunda fase clasificatoria. El sorteo se realizó el 16 de abril de 2025.
| Fecha       | Estadio                    | Local | Resultado | Visitante     | Llave |
| ----------- | -------------------------- | ----- | --------- | ------------- | ----- |
| 30 de abril | Liga Cantonal de Tabacundo | Quito | 0 – 2     | Sportivo Loja | P1    |

### Segunda fase
Esta fase la disputaron los 10 equipos de Serie B, los 20 clubes restantes de Segunda Categoría, el campeón del Fútbol Amateur y el ganador de la primera fase clasificatoria. Se enfrentaron entre el 9 de mayo y el 13 de junio de 2025, clasificaron 16 equipos a los dieciseisavos de final. El sorteo se realizó el 16 de abril de 2025.
| Fecha       | Estadio                    | Local                      | Resultado      | Visitante               | Llave |
| ----------- | -------------------------- | -------------------------- | -------------- | ----------------------- | ----- |
| 9 de mayo   | Julio César Vega           | Deportivo Coca             | 0 – 3          | 22 de Julio             | S2    |
| 11 de mayo  | Municipal de Yantzaza      | Ecuagenera                 | 2 – 1          | Cumbayá                 | S4    |
| 16 de mayo  | 7 de Octubre               | Mineros                    | 0 – 2          | Gualaceo                | S3    |
| 17 de mayo  | Municipal de La Troncal    | La Troncal                 | 1 – 2          | Imbabura                | S6    |
| 24 de mayo  | «El Horno»                 | Panamericana               | 0 – 1          | 9 de Octubre            | S7    |
| 24 de mayo  | Municipal de Shushufindi   | Río Aguarico               | 2 – 1          | Loja City               | S13   |
| 25 de mayo  | Olímpico de Tulcán         | Montúfar                   | 1 – 4          | La Cantera              | S15   |
| 28 de mayo  | Modelo Alberto Spencer     | Luz Valdivia               | 1 – 1 (4:5 p.) | Deportivo Santo Domingo | S11   |
| 30 de mayo  | Olímpico de Ibarra         | Deportivo Ibarra           | 0 – 0 (4:5 p.) | San Antonio             | S16   |
| 31 de mayo  | Metropolitano Eloy Alfaro  | Sembrando Buenos Campeones | 0 – 4          | Leones                  | S8    |
| 1 de junio  | 7 de Octubre               | San Camilo                 | 0 – 0 (3:4 p.) | Guayaquil City          | S1    |
| 4 de junio  | Samborondón Arena          | Patria                     | 1 – 1 (1:3 p.) | Miguel Iturralde        | S14   |
| 6 de junio  | Crnl. José Silva Romo      | Baños Ciudad de Fuego      | 2 – 2 (4:3 p.) | Huaquillas              | S12   |
| 9 de junio  | Alejandro Serrano Aguilar  | Cuenca Juniors             | 2 – 2 (5:4 p.) | Atlético Vinotinto      | S5    |
| 9 de junio  | Reales Tamarindos          | Liga de Portoviejo         | 1 – 1 (4:3 p.) | Independiente Juniors   | S9    |
| 13 de junio | Olímpico Fernando Guerrero | Olmedo                     | 2 – 2 (5:3 p.) | Liga de Macas           | S10   |

## Fases finales
El cuadro final lo disputarán los 16 equipos clasificados de la fase previa y los 16 equipos de la Serie A, comenzando con los dieciseisavos de final. El sorteo se llevó a cabo el 13 de junio de 2025.

### Cuadro de desarrollo
|  | Dieciseisavos de final                    | Dieciseisavos de final      | Dieciseisavos de final           |                  |                                           | Octavos de final        | Octavos de final | Octavos de final |  |  | Cuartos de final | Cuartos de final | Cuartos de final |  |  | Semifinales | Semifinales | Semifinales | Semifinales | Semifinales |  |  | Final | Final | Final |  |
|  | 10 de julio al 28 de agosto               | 10 de julio al 28 de agosto | 10 de julio al 28 de agosto      |                  |                                           | TBD                     | TBD              | TBD              |  |  | TBD              | TBD              | TBD              |  |  | TBD         | TBD         | TBD         | TBD         | TBD         |  |  | TBD   | TBD   | TBD   |  |
|  |                                           |                             |                                  |                  |                                           |                         |                  |                  |  |  |                  |                  |                  |  |  |             |             |             |             |             |  |  |       |       |       |  |
|  |                                           |                             |                                  |                  |                                           |                         |                  |                  |  |  |                  |                  |                  |  |  |             |             |             |             |             |  |  |       |       |       |  |
|  | Bandera de Pichincha                      | Liga de Quito               | 1 (5)                            |                  |                                           |                         |                  |                  |  |  |                  |                  |                  |  |  |             |             |             |             |             |  |  |       |       |       |  |
|  | Bandera de Pichincha                      | Liga de Quito               | 1 (5)                            |                  |                                           |                         |                  |                  |  |  |                  |                  |                  |  |  |             |             |             |             |             |  |  |       |       |       |  |
|  | Bandera de Chimborazo                     | Olmedo                      | 1 (3)                            |                  |                                           |                         |                  |                  |  |  |                  |                  |                  |  |  |             |             |             |             |             |  |  |       |       |       |  |
|  | Bandera de Chimborazo                     | Olmedo                      | 1 (3)                            |                  | Bandera de Pichincha                      | Liga de Quito           |                  |                  |  |  |                  |                  |                  |  |  |             |             |             |             |             |  |  |       |       |       |  |
|  |                                           |                             |                                  |                  | Bandera de Pichincha                      | Liga de Quito           |                  |                  |  |  |                  |                  |                  |  |  |             |             |             |             |             |  |  |       |       |       |  |
|  |                                           |                             | Bandera de Provincia de Imbabura | San Antonio      |                                           |                         |                  |                  |  |  |                  |                  |                  |  |  |             |             |             |             |             |  |  |       |       |       |  |
|  | Bandera de Manabí                         | Manta                       | Bandera de Provincia de Imbabura | San Antonio      | 0                                         |                         |                  |                  |  |  |                  |                  |                  |  |  |             |             |             |             |             |  |  |       |       |       |  |
|  | Bandera de Manabí                         | Manta                       |                                  |                  |                                           |                         |                  |                  |  |  |                  |                  |                  |  |  |             |             |             |             |             |  |  |       |       |       |  |
|  | Bandera de Provincia de Imbabura          | San Antonio                 | 1                                |                  |                                           |                         |                  |                  |  |  |                  |                  |                  |  |  |             |             |             |             |             |  |  |       |       |       |  |
|  | Bandera de Provincia de Imbabura          | San Antonio                 | 1                                |                  |                                           |                         | TBD              |                  |  |  |                  |                  |                  |  |  |             |             |             |             |             |  |  |       |       |       |  |
|  |                                           |                             |                                  |                  |                                           |                         |                  |                  |  |  |                  |                  |                  |  |  |             |             |             |             |             |  |  |       |       |       |  |
|  |                                           |                             | TBD                              |                  |                                           |                         |                  |                  |  |  |                  |                  |                  |  |  |             |             |             |             |             |  |  |       |       |       |  |
|  | Bandera de Pichincha                      | Aucas                       | 0 (5)                            |                  |                                           |                         |                  |                  |  |  |                  |                  |                  |  |  |             |             |             |             |             |  |  |       |       |       |  |
|  | Bandera de Pichincha                      | Aucas                       | 0 (5)                            |                  |                                           |                         |                  |                  |  |  |                  |                  |                  |  |  |             |             |             |             |             |  |  |       |       |       |  |
|  | Bandera de Zamora Chinchipe               | Ecuagenera                  | 0 (4)                            |                  |                                           |                         |                  |                  |  |  |                  |                  |                  |  |  |             |             |             |             |             |  |  |       |       |       |  |
|  | Bandera de Zamora Chinchipe               | Ecuagenera                  | 0 (4)                            |                  | Bandera de Pichincha                      | Aucas                   |                  |                  |  |  |                  |                  |                  |  |  |             |             |             |             |             |  |  |       |       |       |  |
|  |                                           |                             |                                  |                  | Bandera de Pichincha                      | Aucas                   |                  |                  |  |  |                  |                  |                  |  |  |             |             |             |             |             |  |  |       |       |       |  |
|  |                                           |                             | Bandera de Azuay                 | Deportivo Cuenca |                                           |                         |                  |                  |  |  |                  |                  |                  |  |  |             |             |             |             |             |  |  |       |       |       |  |
|  | Bandera de Azuay                          | Deportivo Cuenca            | Bandera de Azuay                 | Deportivo Cuenca | 2                                         |                         |                  |                  |  |  |                  |                  |                  |  |  |             |             |             |             |             |  |  |       |       |       |  |
|  | Bandera de Azuay                          | Deportivo Cuenca            |                                  |                  |                                           |                         |                  |                  |  |  |                  |                  |                  |  |  |             |             |             |             |             |  |  |       |       |       |  |
|  | Bandera de Tungurahua                     | Baños Ciudad de Fuego       | 0                                |                  |                                           |                         |                  |                  |  |  |                  |                  |                  |  |  |             |             |             |             |             |  |  |       |       |       |  |
|  | Bandera de Tungurahua                     | Baños Ciudad de Fuego       | 0                                |                  |                                           |                         |                  |                  |  |  |                  | TBD              |                  |  |  |             |             |             |             |             |  |  |       |       |       |  |
|  |                                           |                             |                                  |                  |                                           |                         |                  |                  |  |  |                  |                  |                  |  |  |             |             |             |             |             |  |  |       |       |       |  |
|  |                                           |                             | TBD                              |                  |                                           |                         |                  |                  |  |  |                  |                  |                  |  |  |             |             |             |             |             |  |  |       |       |       |  |
|  | Bandera de Guayas                         | Emelec                      | 1 (5)                            |                  |                                           |                         |                  |                  |  |  |                  |                  |                  |  |  |             |             |             |             |             |  |  |       |       |       |  |
|  | Bandera de Guayas                         | Emelec                      | 1 (5)                            |                  |                                           |                         |                  |                  |  |  |                  |                  |                  |  |  |             |             |             |             |             |  |  |       |       |       |  |
|  | Bandera de Pichincha                      | Miguel Iturralde            | 1 (4)                            |                  |                                           |                         |                  |                  |  |  |                  |                  |                  |  |  |             |             |             |             |             |  |  |       |       |       |  |
|  | Bandera de Pichincha                      | Miguel Iturralde            | 1 (4)                            |                  | Bandera de Guayas                         | Emelec                  |                  |                  |  |  |                  |                  |                  |  |  |             |             |             |             |             |  |  |       |       |       |  |
|  |                                           |                             |                                  |                  | Bandera de Guayas                         | Emelec                  |                  |                  |  |  |                  |                  |                  |  |  |             |             |             |             |             |  |  |       |       |       |  |
|  |                                           |                             |                                  | TBD              |                                           |                         |                  |                  |  |  |                  |                  |                  |  |  |             |             |             |             |             |  |  |       |       |       |  |
|  | Bandera de El Oro                         | Orense                      |                                  |                  |                                           |                         |                  |                  |  |  |                  |                  |                  |  |  |             |             |             |             |             |  |  |       |       |       |  |
|  | Bandera de El Oro                         | Orense                      |                                  |                  |                                           |                         |                  |                  |  |  |                  |                  |                  |  |  |             |             |             |             |             |  |  |       |       |       |  |
|  | Bandera de Provincia de Imbabura          | Leones                      |                                  |                  |                                           |                         |                  |                  |  |  |                  |                  |                  |  |  |             |             |             |             |             |  |  |       |       |       |  |
|  | Bandera de Provincia de Imbabura          | Leones                      |                                  |                  |                                           |                         | TBD              |                  |  |  |                  |                  |                  |  |  |             |             |             |             |             |  |  |       |       |       |  |
|  |                                           |                             |                                  |                  |                                           |                         |                  |                  |  |  |                  |                  |                  |  |  |             |             |             |             |             |  |  |       |       |       |  |
|  |                                           |                             | TBD                              |                  |                                           |                         |                  |                  |  |  |                  |                  |                  |  |  |             |             |             |             |             |  |  |       |       |       |  |
|  | Bandera de Manabí                         | Delfín                      | 2 (1)                            |                  |                                           |                         |                  |                  |  |  |                  |                  |                  |  |  |             |             |             |             |             |  |  |       |       |       |  |
|  | Bandera de Manabí                         | Delfín                      | 2 (1)                            |                  |                                           |                         |                  |                  |  |  |                  |                  |                  |  |  |             |             |             |             |             |  |  |       |       |       |  |
|  | Bandera de Santo Domingo de los Tsáchilas | Dep. Santo Domingo          | 2 (4)                            |                  |                                           |                         |                  |                  |  |  |                  |                  |                  |  |  |             |             |             |             |             |  |  |       |       |       |  |
|  | Bandera de Santo Domingo de los Tsáchilas | Dep. Santo Domingo          | 2 (4)                            |                  | Bandera de Santo Domingo de los Tsáchilas | Dep. Santo Domingo      |                  |                  |  |  |                  |                  |                  |  |  |             |             |             |             |             |  |  |       |       |       |  |
|  |                                           |                             |                                  |                  | Bandera de Santo Domingo de los Tsáchilas | Dep. Santo Domingo      |                  |                  |  |  |                  |                  |                  |  |  |             |             |             |             |             |  |  |       |       |       |  |
|  |                                           |                             | Bandera de Guayas                | Guayaquil City   |                                           |                         |                  |                  |  |  |                  |                  |                  |  |  |             |             |             |             |             |  |  |       |       |       |  |
|  | Bandera de Tungurahua                     | Mushuc Runa                 | Bandera de Guayas                | Guayaquil City   | 1                                         |                         |                  |                  |  |  |                  |                  |                  |  |  |             |             |             |             |             |  |  |       |       |       |  |
|  | Bandera de Tungurahua                     | Mushuc Runa                 |                                  |                  |                                           |                         |                  |                  |  |  |                  |                  |                  |  |  |             |             |             |             |             |  |  |       |       |       |  |
|  | Bandera de Guayas                         | Guayaquil City              | 3                                |                  |                                           |                         |                  |                  |  |  |                  |                  |                  |  |  |             |             |             |             |             |  |  |       |       |       |  |
|  | Bandera de Guayas                         | Guayaquil City              | 3                                |                  |                                           |                         |                  |                  |  |  |                  |                  |                  |  |  |             |             |             | TBD         |             |  |  |       |       |       |  |
|  |                                           |                             |                                  |                  |                                           |                         |                  |                  |  |  |                  |                  |                  |  |  |             |             |             |             |             |  |  |       |       |       |  |
|  |                                           |                             | TBD                              |                  |                                           |                         |                  |                  |  |  |                  |                  |                  |  |  |             |             |             |             |             |  |  |       |       |       |  |
|  | Bandera de Pichincha                      | Independiente del Valle     | 1                                |                  |                                           |                         |                  |                  |  |  |                  |                  |                  |  |  |             |             |             |             |             |  |  |       |       |       |  |
|  | Bandera de Pichincha                      | Independiente del Valle     | 1                                |                  |                                           |                         |                  |                  |  |  |                  |                  |                  |  |  |             |             |             |             |             |  |  |       |       |       |  |
|  | Bandera de Provincia de Imbabura          | Imbabura                    | 0                                |                  |                                           |                         |                  |                  |  |  |                  |                  |                  |  |  |             |             |             |             |             |  |  |       |       |       |  |
|  | Bandera de Provincia de Imbabura          | Imbabura                    | 0                                |                  | Bandera de Pichincha                      | Independiente del Valle |                  |                  |  |  |                  |                  |                  |  |  |             |             |             |             |             |  |  |       |       |       |  |
|  |                                           |                             |                                  |                  | Bandera de Pichincha                      | Independiente del Valle |                  |                  |  |  |                  |                  |                  |  |  |             |             |             |             |             |  |  |       |       |       |  |
|  |                                           |                             | Bandera de Azuay                 | Gualaceo         |                                           |                         |                  |                  |  |  |                  |                  |                  |  |  |             |             |             |             |             |  |  |       |       |       |  |
|  | Bandera de Pichincha                      | Vinotinto Ecuador           | Bandera de Azuay                 | Gualaceo         | 1                                         |                         |                  |                  |  |  |                  |                  |                  |  |  |             |             |             |             |             |  |  |       |       |       |  |
|  | Bandera de Pichincha                      | Vinotinto Ecuador           |                                  |                  |                                           |                         |                  |                  |  |  |                  |                  |                  |  |  |             |             |             |             |             |  |  |       |       |       |  |
|  | Bandera de Azuay                          | Gualaceo                    | 2                                |                  |                                           |                         |                  |                  |  |  |                  |                  |                  |  |  |             |             |             |             |             |  |  |       |       |       |  |
|  | Bandera de Azuay                          | Gualaceo                    | 2                                |                  |                                           |                         | TBD              |                  |  |  |                  |                  |                  |  |  |             |             |             |             |             |  |  |       |       |       |  |
|  |                                           |                             |                                  |                  |                                           |                         |                  |                  |  |  |                  |                  |                  |  |  |             |             |             |             |             |  |  |       |       |       |  |
|  |                                           |                             | TBD                              |                  |                                           |                         |                  |                  |  |  |                  |                  |                  |  |  |             |             |             |             |             |  |  |       |       |       |  |
|  | Bandera de Pichincha                      | Universidad Católica        | 1                                |                  |                                           |                         |                  |                  |  |  |                  |                  |                  |  |  |             |             |             |             |             |  |  |       |       |       |  |
|  | Bandera de Pichincha                      | Universidad Católica        | 1                                |                  |                                           |                         |                  |                  |  |  |                  |                  |                  |  |  |             |             |             |             |             |  |  |       |       |       |  |
|  | Bandera de Sucumbíos                      | Río Aguarico                | 0                                |                  |                                           |                         |                  |                  |  |  |                  |                  |                  |  |  |             |             |             |             |             |  |  |       |       |       |  |
|  | Bandera de Sucumbíos                      | Río Aguarico                | 0                                |                  | Bandera de Pichincha                      | Universidad Católica    |                  |                  |  |  |                  |                  |                  |  |  |             |             |             |             |             |  |  |       |       |       |  |
|  |                                           |                             |                                  |                  | Bandera de Pichincha                      | Universidad Católica    |                  |                  |  |  |                  |                  |                  |  |  |             |             |             |             |             |  |  |       |       |       |  |
|  |                                           |                             |                                  | TBD              |                                           |                         |                  |                  |  |  |                  |                  |                  |  |  |             |             |             |             |             |  |  |       |       |       |  |
|  | Bandera de Tungurahua                     | Macará                      |                                  |                  |                                           |                         |                  |                  |  |  |                  |                  |                  |  |  |             |             |             |             |             |  |  |       |       |       |  |
|  | Bandera de Tungurahua                     | Macará                      |                                  |                  |                                           |                         |                  |                  |  |  |                  |                  |                  |  |  |             |             |             |             |             |  |  |       |       |       |  |
|  | Bandera de Manabí                         | Liga de Portoviejo          |                                  |                  |                                           |                         |                  |                  |  |  |                  |                  |                  |  |  |             |             |             |             |             |  |  |       |       |       |  |
|  | Bandera de Manabí                         | Liga de Portoviejo          |                                  |                  |                                           |                         |                  |                  |  |  |                  | TBD              |                  |  |  |             |             |             |             |             |  |  |       |       |       |  |
|  |                                           |                             |                                  |                  |                                           |                         |                  |                  |  |  |                  |                  |                  |  |  |             |             |             |             |             |  |  |       |       |       |  |
|  |                                           |                             | TBD                              |                  |                                           |                         |                  |                  |  |  |                  |                  |                  |  |  |             |             |             |             |             |  |  |       |       |       |  |
|  | Bandera de Guayas                         | Barcelona                   |                                  |                  |                                           |                         |                  |                  |  |  |                  |                  |                  |  |  |             |             |             |             |             |  |  |       |       |       |  |
|  | Bandera de Guayas                         | Barcelona                   |                                  |                  |                                           |                         |                  |                  |  |  |                  |                  |                  |  |  |             |             |             |             |             |  |  |       |       |       |  |
|  | Bandera de Azuay                          | Cuenca Juniors              |                                  |                  |                                           |                         |                  |                  |  |  |                  |                  |                  |  |  |             |             |             |             |             |  |  |       |       |       |  |
|  | Bandera de Azuay                          | Cuenca Juniors              |                                  | Bandera de ?     | TBD                                       |                         |                  |                  |  |  |                  |                  |                  |  |  |             |             |             |             |             |  |  |       |       |       |  |
|  |                                           |                             |                                  | Bandera de ?     | TBD                                       |                         |                  |                  |  |  |                  |                  |                  |  |  |             |             |             |             |             |  |  |       |       |       |  |
|  |                                           |                             | Bandera de Pastaza               | La Cantera       |                                           |                         |                  |                  |  |  |                  |                  |                  |  |  |             |             |             |             |             |  |  |       |       |       |  |
|  | Bandera de Loja                           | Libertad                    | Bandera de Pastaza               | La Cantera       | 0 (1)                                     |                         |                  |                  |  |  |                  |                  |                  |  |  |             |             |             |             |             |  |  |       |       |       |  |
|  | Bandera de Loja                           | Libertad                    |                                  |                  |                                           |                         |                  |                  |  |  |                  |                  |                  |  |  |             |             |             |             |             |  |  |       |       |       |  |
|  | Bandera de Pastaza                        | La Cantera                  | 0 (2)                            |                  |                                           |                         |                  |                  |  |  |                  |                  |                  |  |  |             |             |             |             |             |  |  |       |       |       |  |
|  | Bandera de Pastaza                        | La Cantera                  | 0 (2)                            |                  |                                           |                         | TBD              |                  |  |  |                  |                  |                  |  |  |             |             |             |             |             |  |  |       |       |       |  |
|  |                                           |                             |                                  |                  |                                           |                         |                  |                  |  |  |                  |                  |                  |  |  |             |             |             |             |             |  |  |       |       |       |  |
|  |                                           |                             | TBD                              |                  |                                           |                         |                  |                  |  |  |                  |                  |                  |  |  |             |             |             |             |             |  |  |       |       |       |  |
|  | Bandera de Pichincha                      | El Nacional                 | 3                                |                  |                                           |                         |                  |                  |  |  |                  |                  |                  |  |  |             |             |             |             |             |  |  |       |       |       |  |
|  | Bandera de Pichincha                      | El Nacional                 | 3                                |                  |                                           |                         |                  |                  |  |  |                  |                  |                  |  |  |             |             |             |             |             |  |  |       |       |       |  |
|  | Bandera de Esmeraldas                     | 22 de Julio                 | 0                                |                  |                                           |                         |                  |                  |  |  |                  |                  |                  |  |  |             |             |             |             |             |  |  |       |       |       |  |
|  | Bandera de Esmeraldas                     | 22 de Julio                 | 0                                |                  | Bandera de Pichincha                      | El Nacional             |                  |                  |  |  |                  |                  |                  |  |  |             |             |             |             |             |  |  |       |       |       |  |
|  |                                           |                             |                                  |                  | Bandera de Pichincha                      | El Nacional             |                  |                  |  |  |                  |                  |                  |  |  |             |             |             |             |             |  |  |       |       |       |  |
|  |                                           |                             | Bandera de Cañar                 | 9 de Octubre     |                                           |                         |                  |                  |  |  |                  |                  |                  |  |  |             |             |             |             |             |  |  |       |       |       |  |
|  | Bandera de Tungurahua                     | Técnico Universitario       | Bandera de Cañar                 | 9 de Octubre     | 0 (3)                                     |                         |                  |                  |  |  |                  |                  |                  |  |  |             |             |             |             |             |  |  |       |       |       |  |
|  | Bandera de Tungurahua                     | Técnico Universitario       |                                  |                  |                                           |                         |                  |                  |  |  |                  |                  |                  |  |  |             |             |             |             |             |  |  |       |       |       |  |
|  | Bandera de Cañar                          | 9 de Octubre                | 0 (5)                            |                  |                                           |                         |                  |                  |  |  |                  |                  |                  |  |  |             |             |             |             |             |  |  |       |       |       |  |
|  | Bandera de Cañar                          | 9 de Octubre                | 0 (5)                            |                  |                                           |                         |                  |                  |  |  |                  |                  |                  |  |  |             |             |             |             |             |  |  |       |       |       |  |
|  |                                           |                             |                                  |                  |                                           |                         |                  |                  |  |  |                  |                  |                  |  |  |             |             |             |             |             |  |  |       |       |       |  |

### Dieciseisavos de final
Esta fase la disputan los 16 equipos de Serie A y los 16 equipos clasificados de la segunda fase. Se enfrentan entre el 10 de julio y el 28 de agosto de 2025 a partido único en el estadio de los equipos clasificados de la fase anterior, clasificarán 16 equipos a los octavos de final.
| Fecha        | Estadio                    | Local                   | Resultado      | Visitante               | Llave |
| ------------ | -------------------------- | ----------------------- | -------------- | ----------------------- | ----- |
| 10 de julio  | Etho Vega Baquero          | Deportivo Santo Domingo | 2 – 2 (4:1 p.) | Delfín                  | D5    |
| 11 de julio  | Folke Anderson             | 22 de Julio             | 0 – 3          | El Nacional             | D6    |
| 16 de julio  | Crnl. José Silva Romo      | La Cantera              | 0 – 0 (2:1 p.) | Libertad                | D14   |
| 16 de julio  | Olímpico Fernando Guerrero | Olmedo                  | 1 – 1 (3:5 p.) | Liga de Quito           | D1    |
| 23 de julio  | Municipal de Shushufindi   | Río Aguarico            | 0 – 1          | Universidad Católica    | D7    |
| 30 de julio  | Gerardo León Pozo          | Ecuagenera              | 0 – 0 (4:5 p.) | Aucas                   | D8    |
| 30 de julio  | Olímpico Atahualpa         | Miguel Iturralde        | 1 – 1 (4:5 p.) | Emelec                  | D4    |
| 6 de agosto  | Christian Benítez          | Guayaquil City          | 3 – 1          | Mushuc Runa             | D12   |
| 6 de agosto  | Olímpico de Ibarra         | Imbabura                | 0 – 1          | Independiente del Valle | D2    |
| 7 de agosto  | Crnl. José Silva Romo      | Baños Ciudad de Fuego   | 0 – 2          | Deportivo Cuenca        | D9    |
| 13 de agosto | Olímpico de Ibarra         | San Antonio             | 1 – 0          | Manta                   | D16   |
| 14 de agosto | Gerardo León Pozo          | Gualaceo                | 2 – 1          | Vinotinto Ecuador       | D15   |
| 20 de agosto | Municipal de La Troncal    | 9 de Octubre            | 0 – 0 (5:3 p.) | Técnico Universitario   | D11   |
| 21 de agosto | Olímpico de Ibarra         | Leones                  | vs.            | Orense                  | D13   |
| 27 de agosto | Reales Tamarindos          | Liga de Portoviejo      | vs.            | Macará                  | D10   |
| 28 de agosto | Alejandro Serrano Aguilar  | Cuenca Juniors          | vs.            | Barcelona               | D3    |

## Estadísticas

### Goleadores
| N.° | Jugador          | Club                    | Goles |
| --- | ---------------- | ----------------------- | ----- |
| 1   | Anthony Rosero   | La Cantera              | 2     |
| 1   | Elson Peñarrieta | Deportivo Santo Domingo | 2     |
| 1   | Darío Pazmiño    | El Nacional             | 2     |
| 1   | Horacio García   | Atlético Vinotinto      | 2     |
| 1   | Bryan Wittle     | Olmedo                  | 2     |
| 6   | Djorkaeff Reasco | El Nacional             | 1     |
| 6   | Wagner Álvarez   | Río Aguarico            | 1     |
| 6   | Adonis Alarcón   | Río Aguarico            | 1     |
| 6   | Cristian Angulo  | Ecuagenera              | 1     |

Fuente: FEF